# Carlos Julián Quintero
Pour les articles homonymes, voir Carlos Quintero et Quintero.
Quintero  Norena est un nom espagnol. Le premier nom de famille, en général paternel, est Quintero ; le second, en général maternel, souvent omis, est Norena.
Carlos Julián Quintero Norena, né à Villamaría (département de Caldas) le 5 mars 1986, est un coureur cycliste colombien.

## Biographie
En 2012, il intègre la nouvelle équipe Colombia-Coldeportes. Celle-ci est invitée à disputer Milan-San Remo par l'organisateur RCS Sport. Quintero y est engagé par son directeur sportif et ainsi, participe à sa première course World Tour, mais il chute dans une descente et se fracture la clavicule.
Un mois plus tard, il est au départ de sa course de rentrée. Le 17 avril 2012, il participe à la première étape du Tour du Trentin. Même si, son équipe termine le contre-la-montre à la dernière place, Quintero est content de pouvoir de nouveau courir, malgré une condition physique pas encore optimale.
Carlos Quintero participe au début du mois de mai aux Quatre Jours de Dunkerque 2012. Lors de la deuxième étape, il intègre l'échappée du jour (reprise à 20 km de l'arrivée). Passant en tête trois monts sur quatre, il s'empare du maillot du meilleur grimpeur. Bien qu'il finisse à plus d'une demi-heure du vainqueur, Jimmy Engoulvent au classement général final, il s'adjuge, définitivement, le classement des monts au terme de l'épreuve.
Fin 2014, il prolonge son contrat avec la formation Colombia.
Par un tweet, le 1er janvier 2022, Carlos Julián Quintero annonce la fin de sa carrière de cycliste professionnel.
Cependant deux ans plus tard, lors de la présentation de l'équipe Avinal Alcaldía El Carmen de Viboral pour la saison 2024, est annoncé le retour de Carlos Julián Quintero dans le peloton professionnel.

## Palmarès sur route

### Par années
- 2008
  - Mémorial Morgan Capretta
- 2009
  - Trofeo Pedalata Elettrica
  - Trofeo Festa Patronale
  - 3e du Circuito Valle del Resco
- 2010
  - Coppa Caduti
  - La Ciociarissima
  - 2e de la Coppa Fiera di Mercatale
  - 2e du Trofeo Castelnuovo Val di Cecina
  - 3e du Gran Premio Chianti Colline d'Elsa
  - 3e du Trophée Edil C
- 2011
  - 3e de la Vuelta al Valle del Cauca
  - 4e du championnat panaméricain sur route
- 2018
  - Circuito Feria de Manizales
  - 6e étape du Tour de Colombie
  - 4e étape du Clásico RCN
- 2019
  - 1re étape du Tour des Asturies
  - 2e de la Klasika Primavera
  - 3e du Tour de Fuzhou
- 2021
  - Grand Prix Velo Alanya
  - Grand Prix Gündoğmuş
  - 3e du Tour de Mevlana

### Résultats sur les grands tours

#### Tour d'Italie
2 participations 
- 2013 : abandon (10e étape)
- 2014 : 117e

#### Tour d'Espagne
1 participation 
- 2015 : 92e

### Classements mondiaux
| Année                                 | 2006  | 2007 | 2008 | 2009 | 2010 | 2011 | 2012 | 2013 | 2014 | 2015 | 2016  | 2017 | 2018 | 2019 | 2020 | 2021 |
| ------------------------------------- | ----- | ---- | ---- | ---- | ---- | ---- | ---- | ---- | ---- | ---- | ----- | ---- | ---- | ---- | ---- | ---- |
| Classement mondial                    |       |      |      |      |      |      |      |      |      |      | 2304e | nc   | nc   | 513e | 231e | 511e |
| UCI Europe Tour                       | 1093e | nc   | nc   | 807e | 485e | nc   | nc   | 732e | nc   | 361e | nc    | nc   | nc   |      |      |      |
| UCI Asia Tour                         | nc    | nc   | nc   | nc   | nc   | nc   | nc   | nc   | 308e | nc   | 496e  | nc   | nc   |      |      |      |
| UCI America Tour                      | nc    | nc   | nc   | nc   | nc   | 93e  | nc   | nc   | nc   | nc   | nc    | nc   | nc   | 54e  | 17e  | 50e  |
|                                       |       |      |      |      |      |      |      |      |      |      |       |      |      |      |      |      |
| Légende : nc = non classéSource : UCI |       |      |      |      |      |      |      |      |      |      |       |      |      |      |      |      |

## Palmarès sur piste

### Championnats panaméricains
- Mar del Plata 2005
  -  Médaillé de bronze de la poursuite par équipes

### Championnats nationaux
- 2005
  -  Champion de Colombie de poursuite